# 古万
古万（法語：Goin，法語發音：[ɡwɛ̃]）是法国摩泽尔省的一个市镇，位于该省西南部，属于梅斯区。

## 地理
古万（48°59'11"N, 6°13'4"E）面积9.07 平方千米，位于法国大東部大區摩泽尔省，该省份为法国东北部内陆省份，是洛林的一部分，西南接默尔特-摩泽尔省，东临下莱茵省，北与卢森堡和德国接壤。
与古万接壤的市镇（或旧市镇、城区）包括：谢里塞、列翁、卢维尼、帕尼莱古万、波梅里约、普尔努瓦拉格拉斯、韦尔尼、维尼。

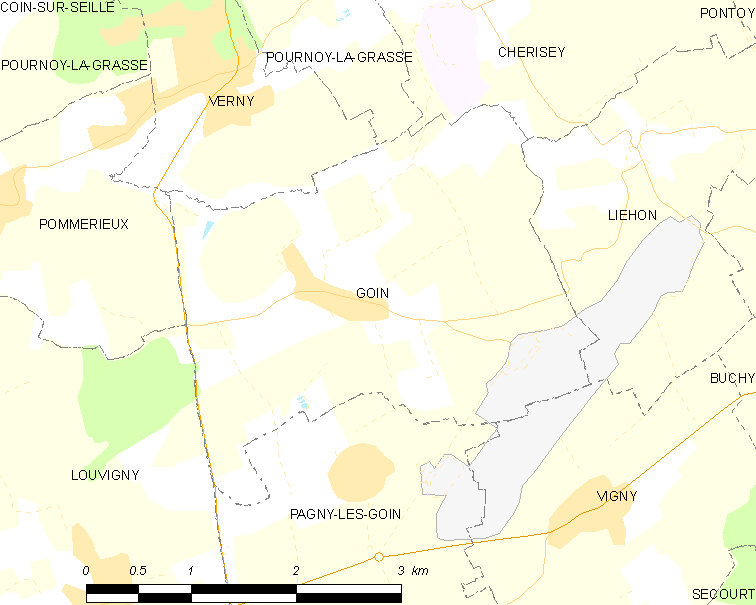
古万的OSM定位图

古万的时区为UTC+01:00、UTC+02:00（夏令时）。

## 行政
古万的邮政编码为57420，INSEE市镇编码为57251。

## 政治
古万所属的省级选区为福尔克蒙县。

## 人口

1962-2008年间古万人口变化图示

古万于2022年1月1日时的人口数量为352人。